# Aleksandrovskij rajon (Kraj di Perm')
L'Aleksandrovskij rajon (in russo Александровский муниципальный район?) è un distretto municipale del Territorio di Perm', in Russia; il capoluogo è Aleksandrovsk. Istituito nel 1942, ricopre una superficie di 5.530 chilometri quadrati.